# Aigeai Iszidórosz
Aigeai Iszidórosz (Kr. e. 1. század – Kr. u. 1. század?) görög epigrammaköltő.
A lakóniai Aigeiaiból származott, életéről ennél többet nem tudunk. Munkásságából mindössze két epigramma maradt ránk az Anthologia Graeca című gyűjteményben, mindkettő feltehetően fiktív sírfelirat. Egyik műve:
Sírhant e domb. Te ott, állítsd meg ökreid,
eke-rudaddal visszakozz, mert hamvaim
nyugalmát zaklatod, s e föld porába itt
búzát ne szórj, csak értem hulló könnyedet.